# Eastchester (Bronx)

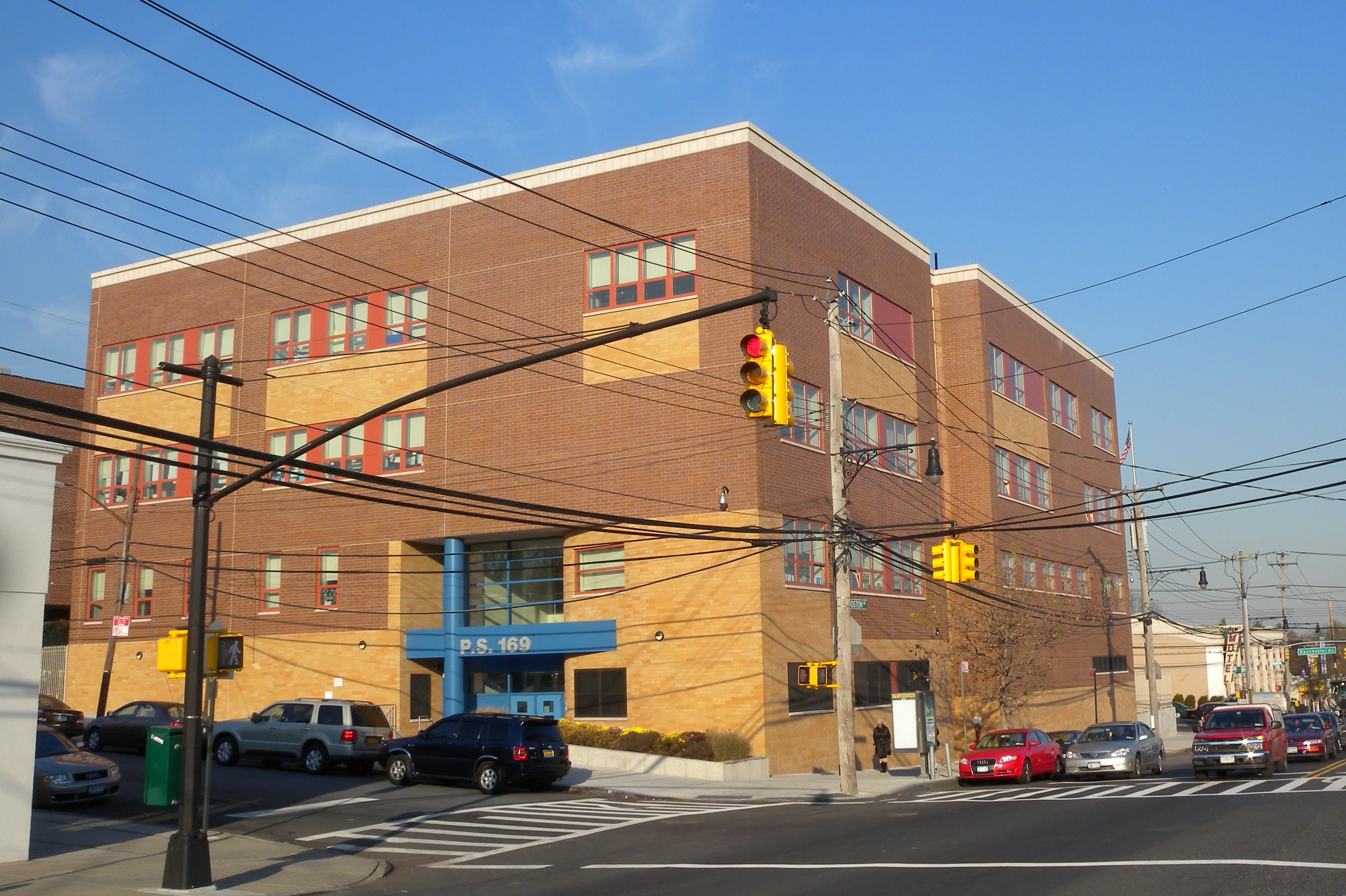
Blick nach Norden über die Boston Road und Edison Avenue auf die Public School 169 (2010).

Eastchester ist ein Stadtteil im Stadtbezirk The Bronx in New York City mit einer geschätzten Einwohnerzahl von 33.000 (2025) und zählt damit zu den größeren Wohnvierteln der Stadt.

## Lage
Eastchester liegt im nordöstlichen Teil der Bronx und grenzt an die Stadtviertel Baychester, Edenwald, Pelham Bay Park, Co-Op-City, sowie das Westchester County.

## Demografie
Eastchester ist von einer vielfältigen Bevölkerung geprägt. Die größten ethnischen Gruppen sind Weiße (73,0 %), Asiaten (11,2 %) und Hispanics (10,4 %). Das mittlere Haushaltseinkommen liegt 2023 bei 158.720 US-Dollar, wobei 3,7 % der Familien unterhalb der Armutsgrenze leben. Der Anteil der im Ausland geborenen Einwohner beträgt rund 19,3 %. Die Altersstruktur ist ausgewogen, das Durchschnittsalter liegt bei 44,2 Jahren.

## Etymologie
Der Name „Eastchester“ leitet sich ursprünglich von der englischen Ortschaft Chester ab, nach der die Town of Eastchester in Westchester County benannt wurde. Diese Town wiederum gab dem heutigen Stadtteil in der Bronx seinen Namen, als das Gebiet im 19. Jahrhundert in die Stadt New York eingemeindet wurde. Die englische Bezeichnung „East Chester“ bedeutet wörtlich „östliches Chester“, wobei „Chester“ auf das lateinische „castra“ für „Lager“ oder „Festung“ zurückgeht und in England häufig für Orte mit römischer Vergangenheit verwendet wurde.

## Geschichte
Historisch entwickelte sich Eastchester ab dem späten 17. Jahrhundert, als europäische Siedler die Region besiedelten. Während der amerikanischen Revolution spielte die Region eine Rolle als Rückzugsort und Versorgungsstation. Ursprünglich von den Siwanoy-Indianern bewohnt, wurde das Gebiet im 19. Jahrhundert durch den Ausbau der Eisenbahn und später der U-Bahn erschlossen, was die Entwicklung zu einem urbanen Wohnstandort förderte. Im 20. Jahrhundert sorgten neue Wohnbauprojekte und eine verbesserte Infrastruktur für weiteres Wachstum.